# Абдул Манаф Нурудін
Абдул Манаф Нурудін (фр. Abdul Manaf Nurudeen, нар. 8 лютого 1999, Аккра, Гана) — ганський футболіст, воротар бельгійського клубу «Ейпен» та національної збірної Гани.

## Клубна кар'єра
Абдул Манаф Нурудін є вихованцем футбольної «Академії Еспайр» у Гані. У 2017 році він переїхав до Європи, де підписав контракт з бельгійським клубом «Ейпен». У листопаді 2020 року він зіграв перший матч в основі клубу.
Абдул Манаф Нурудін під час гри вдягає воротарський шолом.

## Збірна
У 2019 році Нурудін брав участь у молодіжному Кубку африканських націй у Нігері. У січні 2022 року був внесений у заявку національної збірної Гани на участь у Кубку африканських націй у Камеруні.